# العال
قرية العال وهي قرية تقع في جنوب الجولان السوري المحتل في منطقة الزويه يوجد فيها قلعة قديمة تاريخية بنيت على التلة المشرفة على البلدة. احتلتها إسرائيل وطردت سكانها السوريون وبنت مكانها مستوطنة (نيتوت ايللي عال) عام 1968 م ويقيم فيها حوالي 300 مستوطن.
تقع على وادي العال المتصل بوادي السمك إلى بحيرة طبريا من الشمال حيث تبعد عنها خط نظر حوالي 6 كم.